# Little Dado
Little Dado, de son vrai nom  Eleuterio Zapanta, est un boxeur philippin né le 1er janvier 1916 à La Carlota et mort le 7 juillet 1965.

## Carrière
Passé professionnel en 1932, la NBA (National Boxing Association) le proclame champion des poids mouches en 1939. Après une défense victorieuse le 21 février 1941 aux dépens de Jackie Jurich, il ne parvient plus à respecter la limite de poids autorisée et doit abandonner son titre en 1942. Il met un terme à sa carrière de boxeur en 1943 sur un bilan de 70 victoires, 6 défaites et 11 matchs nuls.